# 多治見市笠原体育館
多治見市笠原体育館（たじみしかさはらたいいくかん）は、岐阜県多治見市笠原町2072-5にある体育館。1988年（昭和63年）、土岐郡笠原町の笠原町民体育館として開館した。2006年（平成18年）に笠原町が多治見市に編入されたことで現在の名称となった。

## 沿革
- 1987年（昭和62年）12月25日 - 竣工。
- 1988年（昭和63年）4月1日 - 笠原町民体育館として開館。
- 2006年（平成18年）1月23日 - 多治見市笠原体育館に改称。

## 施設概要
- 階数 - 地上3階建
- 構造 - 鉄筋コンクリート造
- 敷地面積 - 2,941.82m2
- 建築面積 - 1,791.04m2
- 延床面積 - 3,640.46m2
  - 第1競技場 - 1,433.55m2
  - 第2競技場 - 859m2
  - トレーニング室 - 165.80m2

## 利用案内
開館時間
- 9：00 - 21：30

休館日
- 年末年始（12月29日 - 1月3日）

## 交通アクセス
- JR中央本線・太多線 多治見駅（多治見駅前バスターミナル）から、東鉄バス・笠原線「モザイクタイルミュージアム」バス停下車、徒歩で約3分。

## 周辺施設
- 多治見市モザイクタイルミュージアム
- 笠原中央公民館
- 多治見市消防本部笠原消防署